# یوگی (فیلم ۲۰۰۷)
یوگی 
(به تلوگویی: Yogi) فیلمی محصول سال ۲۰۰۷ و به کارگردانی وی.وی. وینایک است. در این فیلم بازیگرانی همچون پرابهاس، نایانتارا، کوتا سرینیواسا راو، پرادیپ راوات، شارادا و علی ایفای نقش کرده‌اند.